# Lule älv
Der Lule älv (auch Luleälven oder Luleälv) ist ein nordschwedischer Fluss, der vom Skandinavischen Gebirge in die Ostsee fließt.

## Verlauf
Der Lule älv hat eine Länge von 461 Kilometern und entwässert ein Gebiet von 25.240 km². Der Fluss hat seinen Ursprung im teilweise in Norwegen liegenden See Sårjåsjaure (861 m ö.h.) im Sulitjelma-Massiv und fließt als Sårjåsjåhkå nordostwärts in den Virihaure (579 m ö.h.) und weiter in den Vastenjaure (548 m ö.h.). Von dort geht der Fluss als Vuojatädno in den ersten Stausee, den Akkajaure (423–453 m ö.h.). Hier biegt er nach Südosten ab, nimmt in Vuollerim den Lilla Luleälven auf und mündet bei Luleå in den bottnischen Meerbusen. Die mittlere Wasserführung (MQ) beträgt an der Mündung 545 m³/s.

## Wirtschaft
Die Lachsfischerei von Edefors war ein Angelplatz auf der Flussinsel Laxholmen in der heutigen Gemeinde Boden, etwa 17 Kilometer flussaufwärts von Harads. Der Fischgrund wurde mindestens seit dem 14. Jahrhundert und bis Anfang der 1960er Jahre genutzt, als die Stromschnellen aufgrund des Kraftwerkbaus von Laxede verschwanden. Die Gebäude auf Laxholmen stehen unter Denkmalschutz. Noch in den 1920er Jahren wurden täglich zwei bis drei Tonnen Lachs mit einem Dampfschiff nach Luleå gebracht und vorwiegend exportiert, hauptsächlich in das Vereinigte Königreich.
Um Eisenerz aus der Region um Gällivare nach Luleå zu transportieren, wurde 1864 begonnen, den Fluss zu kanalisieren. Das als Englischer Kanal bekannte Bauprojekt musste jedoch nach kurzer Bauzeit bereits 1867 wegen Insolvenz der Betreibergesellschaft eingestellt werden. Die deutlichsten Überreste des Kanalprojekts finden sich heute nahe der Villengegend Trångfors am westlichen Rande der Stadt Boden sowie bei Edefors.

### Wasserkraftwerke
Der Lule älv wird intensiv für die Erzeugung von Hydroenergie genutzt. An seinem Lauf liegen 15 Wasserkraftwerke, darunter fünf der zehn größten Wasserkraftwerke Schwedens.  Dafür gibt es mehrere Gründe. Der Wasserdurchfluss ist hoch und die großen Seen im Oberlauf des Flusses konnten zum Bau von Regulierungsreservoirs genutzt werden. Die Fallhöhe konzentriert sich häufig auf kurze Distanzen. Auf etwa 20 Kilometern, zwischen dem Stora Lulevatten und dem Stausee bei Messaure, fällt der Fluss 207 Höhenmeter ab, davon 60 Hm bei Porjus, 107 Hm bei Harsprånget und etwa 40 Hm bei Ligga. Auch im Nebenfluss Lilla Luleälven herrschen sehr günstige Bedingungen für die Wasserkraft. Der Ausbau hat zu einer radikalen Veränderung des Wasserlaufs geführt. Die Gesamtleistung der Kraftwerke beträgt etwa 4,4 GW und die normale Jahresproduktion liegt bei etwa 13,8 TWh, was etwa 9 % der schwedischen Stromproduktion entspricht.
Das Wasserkraftwerk Harsprånget, Schwedens größtes Wasserkraftwerk, liegt rund 10 Kilometer südlich des Ortes Porjus, wo ebenfalls ein Kraftwerk entstand. Mit der Nutzung der Wasserfälle bei Stora harsprånget begann man zwar bereits 1918, aber erst 1952, nach vielen Unterbrechungen, konnte das Kraftwerk vollendet werden. Nach Umbauten 1974 und 1983 wird heute mit einer Leistung von 977 MW Energie erzeugt. Anfangs versorgte das Kraftwerk ausschließlich die umliegenden Bergwerke und die Erzbahn mit Strom.
| Kraftwerk   | Betriebs- beginn | RAV (GWh) | Engpass- leistung (MW) |
| ----------- | ---------------- | --------- | ---------------------- |
| Ritsem      | 1977             | 481       | 320                    |
| Vietas      | 1971             | 1.123     | 320                    |
| Porjus      | 1915             | 1.233     | 480                    |
| Harsprånget | 1951             | 2.131     | 977                    |
| Ligga       | 1954             | 791       | 324                    |
| Messaure    | 1963             | 1.827     | 442                    |
| Seitevare   | 1967             | 787       | 225                    |
| Parki       | 1970             | 85        | 20                     |
| Randi       | 1976             | 226       | 86                     |
| Akkats      | 1973             | 565       | 158                    |
| Letsi       | 1967             | 1.850     | 456                    |
| Porsi       | 1961             | 1.145     | 280                    |
| Laxede      | 1962             | 885       | 200                    |
| Vittjärv    | 1974             | 175       | 30                     |
| Boden       | 1971             | 455       | 78                     |
| Gesamt      |                  | 13.759    | 4.396                  |